# Bayou Goula, Louisiana
Bayou Goula, Louisiana (енгл. Bayou Goula) насељено је место без административног статуса у америчкој савезној држави Луизијана.

## Демографија
По попису из 2010. године број становника је 612.
| Група             | 2000.    | 2010.       |
| Белци             | 0 (0,0%) | 40 (6,5%)   |
| Афроамериканци    | 0 (0,0%) | 572 (93,5%) |
| Азијати           | 0 (0,0%) | 0 (0,0%)    |
| Хиспаноамериканци | 0 (0,0%) | 0 (0,0%)    |
| Укупно            | 0        | 612         |